# Diósy Antal
Diósy Antal (Budapest, 1895. június 18. — Budapest, 1977. augusztus 22.) Munkácsy Mihály-díjas magyar festő, grafikus, gobelintervező. Nagyajtay Teréz jelmeztervező férje.

## Életpályája
Művészeti tanulmányait Körösfői-Kriesch Aladárnál a budapesti iparművészeti iskolában s a képzőművészeti főiskolán végezte. 1923-ban vendégként hosszabb időre Romániába látogatott, s ott karikatúrákat készített a magyar irodalmi és közélet jeleseiről.
Győri Illés István Ecce homó! (így) c. alatt 1923-ban két kötetben megjelentette és előszavával látta el a gyűjteményt. A dokumentumértékű munka I. kötete "Kolozsvár görbetükörje" címen többek között Balogh Artúr, Borbély István, Gyallay Domokos, Győri Illés István, Indig Ottó, Hunyady Sándor, Janovics Jenő, Kádár Imre, Karácsony Benő, Kós Károly, Ligeti Ernő, Kőmíves Nagy Lajos, Sütő-Nagy László, Nyírő József, Osvát Kálmán, Paál Árpád, Reményik Sándor, Szentimrei Jenő, Walter Gyula torzképét mutatja be. A II. kötet Nagyvárad görbetükörje címen többek közt Adorján Emil, Bíró György, Böszörményi Emil, Fehér Dezső, Gulácsy Irén, Hegedűs Nándor, Marót Sándor, Tabéry Géza karikatúráját tartalmazza. Mindkét kötet a Gyilkos c. kolozsvári lap kiadása.
A művész Hollandiában és Franciaországban is illusztrátorként aratott sikereket, az 1937-es párizsi világkiállításon a magyar pavilon éttermének freskóiért részesült elismerésben. Budapesten a Magyar Iparművészeti Főiskola festő szakán tanított (1941–47). Illusztrátori tevékenysége, bélyeg- és gobelintervei jelentősek, de elsősorban akvarellista volt, többnyire portrékat, táj- és városképeket festett.

## Köztéri művei[6]
- Konstantin látomása (freskó, 1920 előtt, Zebegény, templom [Körösfői Kriesch Aladárral])
- Mátyást királlyá választják (freskó, 1929, Országház)
- mennyezetfestmények (1938, Kőbánya, Kálvária kápolna).

## Társasági tagság
- Cenini Társaság (alapító tag, 1920)
- Akvarell- és Pasztellfestők Egyesülete (alelnök)

## Díjak, elismerések
- Székesfőváros Akvarell-díja (1930)
- Állami Akvarell-díj (1932; 1938)
- Balaton Akvarell-pályázat győztese (1935)
- Grand Prix-díj (1937)
- Aranyérem New-York-i Nemzetközi Kiállításon (1939)
- Aranyérem Milánóban a VII. Nemzetközi Iparművészeti Kiállításon (1940)
- Munka Érdemrend arany fokozata (1965)
- Munkácsy Mihály-díj (1971)
- Érdemes művész (1977)